# What Do You Care What Other People Think?
What Do You Care What Other People Think?: Further Adventures of a Curious Character är den andra av två böcker som består av transkriberade muntliga tankar och minnen från den amerikanske fysikern Richard Feynman. Boken är uppföljaren till Surely You're Joking, Mr. Feynman! och utgavs 1988.